# Portada/efemèride novembre 9
Paperetes per la votació en la consulta sobre la independència de Catalunya.
« 8 de novembre · 9 de novembre · 10 de novembre »